# JTV Brigand
JTV Dero Zele Berlare is een volleybalclub uit de Oost-Vlaamse gemeentes Berlare en Zele.

## Geschiedenis van JTV Brigand
De fusie in 2003 tussen VC Thunderballs Berlare, VC Juvenes Zele en VC Berlare Dames vergde uiteraard een nieuwe naam. Er werd geopteerd om in de afkorting de roep-namen van de oorspronkelijke clubs (Juvenes en Thunderballs) terug te vinden. Zo kwam men bij JTV. Dit acroniem wordt gevolgd door Brigand, wat struikrover betekent en als symbool staat voor de 'boerenkrijger' die zich op het einde van de 18e eeuw in groep schuilhield in de Gratiebossen (gelegen tussen de Oost-Vlaamse gemeenten Zele en Berlare). Hiermee kan een oude geschiedenis en legende nog eens symbool staan voor wilskracht en moed, twee eigenschappen die in de sport zeer goed van pas komen.
In het seizoen 2013-2014 werd een nieuwe naamsponsor (NV Dero Construct) aangetrokken 
en gaat de club door het leven als JTV Dero Zele Berlare

## Ploegen van JTV Dero 2013-2014

### Herenploegen
- liga B
- 2de Provinciale
- junioren
- Scholieren
- Cadetten
- Miniemen

### Damesploegen
- 1ste Provinciale
- 3de Vobog
- Junioren
- Scholieren
- Cadetten
- Miniemen

### Volleybalschool
- Locatie Zele
- Locatie Overmere